# Еверет (Вашингтон)
Еверет (енгл. Everett) град је у америчкој држави Вашингтон, који се налази 40 km северно од Сијетла. Седиште је округа Снохомиш, а по броју становника седми је по величини град у држави Вашингтон. Град се налази на полуострву Порт Гарднер, на ушћу реке Снохомиш у Залив Пјуџит. По попису становништва из 2010. у њему је живело 103.019 становника.
Полуострво Порт Гарднер историјски је било насељено Снохомишима, салишким народом чије се зимско село звано Хибалб налазило на ушћу реке. Савремено насеље у том подручју основано је тако што су дрвосече и цела домаћинства овде насељена 1860-их, али планови за изградњу града били су замишљени тек 1890. Конзорцијум инвеститора са источне обале који је желео да изгради велики индустријски град стекао је земљиште на том подручју и поднео захтев за додељивање грађевинске дозволе за изградњу „Еверета”, кога су назвали у част Еверета Колбија, сина инвеститора Чарлса Л. Колбија. Град је правно организован као град 1893, убрзо након што је изграђена Велика северна железница, и развијао се као велико средиште дрвне индустрије са неколико великих пилана.
Еверет је постао седиште округа 1897. након спора са градом Снохомишом због неколико избора, који је доспео до Врховног суда државе Вашингтон. У граду су организовани раднички немири током 1910-их, који су кулминирали „Масакром у Еверету” 1916. у коме је убијено неколико чланова синдиката „Индустријски радници света”. Подручје је 1920-их повезано новим међуградским железницама и мостовима аутопута, претварајући га у главно комерцијално чвориште, такође је 1936. изграђен аеродром Пејн Филд (Окружни аеродром Снохомиша).
Градска економија се након Другог светског рата преусмерила од дрвне индустрије ка ваздухопловству, изградњом Боингове Фабрике за склапање авиона Боинг Еверет на Пејн Филду 1967. Боингово присуство донело је додатни индустријски и комерцијални развој Еверета, као и нове стамбене четврти на југу и западу полуострва које су прикључене граду. Боинг је остао највећи послодавац у граду, заједно са морнарицом САД, која управља Поморском базом Еверет од 1992.
Еверет је и даље главни пословни центар округа Снохомиш, али је такође постао „велика спаваоница” Сијетла у последњим деценијама. Повезан је са Сијетлом „међудржавним аутопут 5” и разним јавним средствима превоза која се заустављају на Станици Еверет, укључујући железничку пругу Саундер, Амтрак, и приградске аутобусе. Еверет организује неколико годишњих фестивала, а такође је седиште спортских тимова нижих лига, укључујући јуниорски хокејашки клуб Еверет Силвертипс (игра у Енџл оф д Виндс Арени).

## Историја

### Рана историја и насељавање Американаца
Полуострво Порт Гарднер првобитно је било насељено локалним Обалским Салишима који су у регион стигли пре 10.000 година и настанили се у близини модерног Еверета пре око 2.000 година. Снохомиши су живели око локалних пловних путева на ушћу Лагуне Позешн, имали су утврђено зимско село Хибалб (познато и као Хиболб) на ушћу реке Снохомиш. Први Европљани у овом подручју били су истраживачи који су 1792. посетили ову област у „Експедицији Ванкувер”, пристали су на плажу на обали данашњег Еверета 4. јуна и положили право на земљу у име Енглеске на рођендан краља Џорџа III. Пјуџит Саунд су додатно истражили радници Компаније Хадсон Беј 1824. и експедиције Јунајтед Стејтс Експлоринг Експедишн под командом Чарлса Вилкса 1841, што је претходило већем америчком присуству у том подручју.
Снохомиши и други приморски салишки народи била су потписници Уговора о Поинт Елиоту 1855, којим су своје земље препустили влади територије Вашингтон и основали оближњи Индијски резерват Тулалип, где они би били пресељени. Први амерички досељеник који се трајно населио на полуострво био је Денис Бригхем, столар из Вустера, који је положио право на 64,7 ha земље и саградио колибу за себе, на основу „закона о домаћинству”, који је давао право насељеницима да преузму власништво над одређеним парцелама државне земље (одузете староседеоцима). Њему се придружило још неколико породица, затим су отворене продавница и пилана, који су брзо престали са радом. Током неколико наредних година већи број дрвосеча преселио се на то подручје, али планови за трајно насељавање нису замишљени до 1890.
Током крстарења дуж обале Аљаске путем „Унутрашњег пролаза” (између америчког копна и оближњих острва) на броду Краљица Тихог океана у јулу 1890, дрвосеча Хенри Хјуит Јр и извршни директор железнице Чарлс Л. Колби, сачинли су планове за изградњу индустријског града у заливу Порт Гарднер. Хјуит и Колби раније су се срели у Висконсину, где је Хјуит водио дрвно предузеће, а Колби поморски посао, и у Такоми, одакле су започело путовање. Пар је желео да изгради индустријски центар на месту за које су веровали да ће бити прва океанска лука Велике Северне железнице, коју ће изградити Џејмес Џ. Хил, која би постала „Пицбург Запада”. Браћа Ракер су 22. августа 1890. поднели захтев за грађевинску дозволу на локацији површине 20 ha, која се налазила на полуострву, они су се преселили на север из Такоме и имали скромније планове за то подручје од Хјуита и Колбија.
До септембра, Колби је осигурао $800.000 намењених финансирању пројекта (еквивалентно $21 милион долара у 2018) од нафтног магната Џона Д. Рокфелера и његовог сарадника из железнице Колгејта Хојта, предвиђено је било да започну са набавком земљишта, избегавајући шпекуланте. Синдикат Хјуит−Колби одлучио је да користи име које неће открити тачну локацију, назвавши њихов планирани град по Еверету Колбију, петнаестогодишњем сину инвеститора Чарлса Л. Колбија, који је имао „огроман апетит” на заједничкој вечери. Еверет Ленд Компани је основан у Округу Пирс 19. новембра 1890. и недељу дана касније купио 175,69 ha земље од браће Ракер. На полуострву је већ било основано неколико предузећа, подељених између Бејсајда који је окренут Порт Гарднеру и Риверсајда који је окренут према реци Снохомиш. Захтев за грађевинсу дозволу браће Ракер је повучен након што је постигнут споразум са Хјуитом о донацији половине њихових поседа, Хјуит је обећао низ индустријских подухвата који би били реализовани на основу „изузетног документа”, који је такође коришћен за стицање имовине од других власника земљишта у околини.
У Еверету су прва предузећа основана почетком 1891, након што су у ново насеље на реци Снохомиш дошли шпекуланти који су куповали и продавали земљиште и изградње млинова и других индустријских предузећа. Прва пошта је отворена у јулу у бакалници на обали, на којој је касније у октобру изграђена Железница Сијетла и Монтане. До краја године, Еверет је добио своју прву школу, салун (бар), цркву и пилану. Браћа Свалвел започела су продају парцела у Риверсајду дуж авеније Хјуит, која је, када је завршена у јуну 1892, била широка 30 m и постала главна магистрала која се од обале реке пружала правцем исток-запад. Компанија Еверет Ленд није првобитно организовала општинску владу, препуштајући локална питања „грађанском одбору”, који је 21. марта 1892. формирао 21 становник града. Овде је живело око 5.000 становника до краја године, мало пре довршетка „Велике северне железнице” преко пролаза Стивенс Пас 6. јануара 1893. Пруга није имала задњу станицу у Еверету, како су се првобитно надали шпекуланти, уместо тога наставила се дуж обале Пјуџит Саунда све до Сијетла.

### Инкорпорација и прве године
Након куповине парцела на обали, око којих је вођен спор, компанија Еверет Ленд је омогућила формирање општинске владе. Почетне границе града компанија је одредила тако да избегне опорезивање индустријских подручја и искључи град Ловел, који је претходио Еверету. Грађани Еверета 27. априла 1893. гласали су 670–99 за оснивање града (инкорпорација), а Томаса Двајера су изабрали за градоначелника. Оснивање је потврдила влада Округа Снохомиш 4. маја 1893. Градски трамвајски јавни превоз покренут је 3. јула 1893, са линијама које су повезивале трговачки округ Хјуит Авенју са пиланама, топионицама и удаљенијим областима као што је Ловел.
Компанија Еверет Ланд упала је у финансијске проблеме након неколико месеци од оснивања града, јер се у региону осетио утицај рецесије у коју је запала национална економија. Улагање компаније у подручје Монте Криста дало је лоше резултате, јер је у овој рударској области добијана руда лошијег квалитета него што се очекивало и није била у стању испунити обећања дата у „изузетном документу”, који је неколико пута мењан у договору са браћом Ракер, који су постали млађи партнери у компанији. Рокефелер је своју инвестицију довео у питање и именовао саветника Фредерика Гејтса да започне са дезинвестирањем, док су Колби и Хојт остали на челу компаније. Неколико већих предузећа у Еверету затворено је или пропало током трогодишњег врхунца економске депресије, али је у октобру 1894. успешно окончан рад на изградњи пароброда СС Сити оф Еверет (SS City of Everett), највећег који је изграђен у Пјуџит Саунду у то време. Женски Књижевни Клуб Еверета основан је 1894. и отворио прву градску болницу и јавну библиотеку.
Упркос економским превирањима, Еверет је наставио да расте уз оснивање нових предузећа, како се развијала дрвна индустрија у тој области. И друге индустрије су се такође развијале у Еверету, укључујући и локалне фабрике конзерви, опеке и неколико топионица. Откриће нових лежишта минерала у Монте Кристу, заједно са завршетком „Железнице Еверета и Монте Криста” у власништву Рокфелера, подстакло је раст становништва. Град је такође имао користи од „Клондајчке златне грознице”, јер је за превоз истраживача и предузетника изградио неколико парних бродова.
У првим годинама свог постојања, Еверет је покренуо кампању за преузимање статуса седишта округа од Снохомиша, који је изгубио на значају након завршетка већег броја железничких пруга које су пролазиле кроз друге градове у округу. Избори за одређивање града који ће бити седиште округа заказани су за 6. новембар 1894, уследила је жестока расправа између грађана и новина. Прелеминарне резултате избора прогласили су комесари 19. децембра, резултати су били у корист Еверета, уследиле су оптужбе за превару и куповину гласова са обе стране. После жалбе Снохомиша, врховни суд државе Вашингтон је прогласио резултат неважећим и блокирао спровођење резултата избора, али поновно пребројавање гласова, које је организовано у октобру 1895. није променило резултат избора.  Дуга правна битка вођена је између два града, а у октобру 1895. Врховни суд је пресудио да Еверет постаје седиште округа на основу законитог и обавезујућег поновног бројања гласова. У јануару 1897. документација окружних власти је премештена вагонима из Снохомиша до Еверета, где је 1. фебруара 1898. отворена троспратна зграда суда.

### Пилане и раднички немири
Након што су се спољни инвеститори повукли из компаније Еверет Ленд, власништво је пренесено 1899. Еверет Импрувмент Компани (енгл. Everett Improvement Company), који су контролисали Џејмс Џ. Хил и његов сарадник од поверења Џон Т. МакЧесни. Фридрих Вејерхојзер купио је Хилове поседе под шумом на северозападу америчког приобаља Тихог океана и изабрао Еверет за место своје највеће пилане, која је отворена 1902. Крајем деценије, Еверет је имао 11 пилана које обрађују трупце, 16 пилана које производе шиндру и 17 комбинованих пилана, чиме је надмашио сваки други град у држави и добио надимак „Град пилана” и „Град димњака”. Вејерхојзер Компани (енгл. Weyerhaeuser Company) је отворила своју другу велику пилану на реци Снохомиш априла 1915, названу Пилана Б, она је имала димњак висине 62 m и могућност (капацитет) обраде 23.600.000 m³ дрвне грађе.
Град је добио прву међуградску железницу 1903. отварањем „Еверет-Снохомиш међуградске железнице”. Затим је 2. маја 1910. отворена „Међуградска железница Сијетл-Еверет”, која се кретала правцем кроз унутрашњост преко Олдервуд Манора. Еверет је 1907. постао прворазредни град и имао је скоро 25.000 становника до 1910, од којих је четвртина била рођена у иностранству. Локална дрвна индустрија је процветала током обнове Сан Франциска након Земљотреса у Сан Франциску 1906, која је створило велику потражњу за производима од дрвета на Западној обали САД. Сам Еверет је страдао у великом пожару 2. августа 1909, који је уништио 12 привредних зграда и окружни суд. Развој града пожар није омео, а нова зграда окружног суда отворена је 1910, поред кампуса Средње школе Еверета.  Гласачи Еверета су 1912. одобрили нову градску повељу којом је градска власт реорганизована у веће сачињено од три комесара и градоначелником, чија функција је била церемонијална.
Током прве деценије 20. века, радници у пиланама и другим фабрикама почели су да се организују у радничке синдикате удружене у „Централни савет синдиката Еверета”, који је до 1901. окупио велик број синдиката. Савет је до 1907. имао 25 синдиката и успео да се повеже са „Америчком федерацијом рада”, користио је свој утицај да би организовао штрајкове и заустављање рада што је резултирало повећањем плата и безбеднијим условима рада у пиланама, где је 1909. умрло 35 радника. У Еверету су такође постојали локална социјалистичка удружења и организатори, који су једном недељно до 1914. објављивали Раднички Часопис (Labor Journal) и Д Комонвелт (The Commonwealth). Неколико особа које су преживеле антииндијске немире у Белингхаму од септембра 1907. у настанило се у Еверету, где су провели два месеца, али их је руља претукла и насилно избацила.
Раднички немири у граду кулминирали су масакром у Еверету 5. новембра 1916, најсмртоноснијим догађајем у историји радника пацифичког северозапада. У мају 1916, у локалним пиланама које су производиле шиндру, почео је штрајк радника и трајао је месецима уз насилне нападе које су организовали власници пилана, ови напади су привукли пажњу радикалног социјалистичког међународног синдиката „Индустријски Радници Света” (Industrial Workers of the World (IWW)), који је слао говорнике на демонстрације у Еверету. Градска влада је донела нову уредбу о ограничавању уличних говора, што је била последица напетости између IWW-а и окружног шерифа Доналда Мекреа, који је наоружао локалну милицију и претукао 41 члана синдиката који су 30. октобра 1916. бродом покушали ући у град. Премлаћивања су изазвала бес чланова синдиката и осталих грађана Еверета, подстичући 300 чланова IWW-а да 5. новембра допутују на паробродима Верона и Калиста из Сијетла до Еверета, када се са њима на доковима суочио Мекре са групом од 200 особа које је он организовао, а који су се плашили да би пристигли чланови синдиката могли да организују насиље и пљачке. После жестоке расправе, након које је уследило неколико минута пуцњаве, убијено је петоро људи на Верони, а два заменика на пристаништу смртно су рањена у пријатељској ватри; након извлачења тела из воде незванично је утврђено да је стварни број погинулих чланова IWW-а 12. Најмање 50 људи је рањено, укључујући Мекреа, а 297 ухапшено у Еверету и Сијетлу; само једном члану IWW, Томасу Трејсију, на крају је суђено и ослобиђен је оптужби за убиство првог степена након двомесечног суђења.
Штрајк произвођача шиндре завршио се 10. новембра 1916, без уступака власника пилана, а локални становници су се окренули против IWW-а због погоршања насиља. Напетости везане за права радника смањиле су се уласком САД у Први светски рат, упркос покушају чланова IWW-а да омету рад дрвне индустрије која је подржавала ратне напоре. Као резултат масакра, државна влада је усвојила законе, који су остали на снази до 1999, а којима је забрањено грађанима да се залажу за анархију или насилно свргавање власти. Локални становници нису признавали постојање масакра све до краја 20. века, када су о овом догађају објављене књиге и постављена спомен плоча изнад некадашњих докова.

### Међуратне године
Локална дрвна индустрија наставила је да пролази кроз циклусе процвата и пропасти током 1920-их, трпећи последице нестабилности цена и користећи повећање тражње за дрвном грађом након земљотреса у Јапану из 1923. и отварање Панамског канала. Пилана за производњу шиндре Клоу-Хартли за коју се тврдило да је највећа на свету, производила је 1,5 милиона комада шиндре дневно; док је производња у граду током 1920. износила приближно 4,5 милиона комада шиндре и 3,5 милиона дасака дневно. Еверетска лука основана је 13. јула 1918. како би се омогућило јавно власништво над приобаљем и подстакао економски развој града. Крајем 1920-их, лука је отворила први аеродром у округу на острву Ибеј и купила пристаниште у 14. улици и острво Џети од компаније Еверет Импрувмент Компани (енгл. Everett Improvement Company). Град је такође стекао приватни водовод 1915. и заменио га новим који се снабдевао из басена реке Султан који је потпуно био завршен четири године касније.
Еверетова централна пословна четврт током 1920-их од дела града у коме је пословао мали број предузећа прерастао је у прометни градски центар, у коме је изграђено неколико вишеспратница и малопродајних објеката, две средње школе, модерна градска дворана, и анекси две градске болнице. Шестопратни Хотел Монте Кристо отворен је 1925. имао је 140 соба за госте, разноврсни намештај и банкетну дворану. Прва окружна радио станица Кеј−еФ−Би−еЛ (KFBL данас KRKO) почела је са емитовањем 25. августа 1922. и била је међу првим основаним у држави. Трећа пилана у Вејерхојзеровом комплексу, основана је 1924, у њој је запослено 1.500 људи, до краја деценије годишња производња јој је износила 28,125 милиона долара (што је еквивалентно 329 милиона долара у 2018. години).
Распрострањена употреба аутомобила довела је до изградње нових путева од Еверета и Снохомиша до суседних региона. „Аутопут Ственс Пас” отворен је 1925, чиме је обезбеђен други у држави аутомобилски прелаз преко Каскадних планина и приступ новим дрвним и осталим ресурсима. Касније је 1939. аутопут побољшан отварањем пута „Хјуит Евенју Трестл” преко насипа, на путу се налази и вијадукт преко реке Снохомиш и острва Ибеј. Пацифички аутопут (део „Аутопута 99”) завршен је 1927. отварањем четири моста преко делте реке Снохомиш код Мерисвила. Еверет је такође био међу првим градовима у САД који су своје трамваје заменили аутобусима, ово је спроведено у дело 1923, док је последњи воз на међуградској линији Сијетл-Еверет возио је 20. фебруара 1939.
Еверет је доживео велики пораст незапослености када је тражња за производима од дрвета опала. Процењено је да је 32 процента пореза на имовину остало неплаћено 1932. Добротворне организације у овом подручју организовале су програме помоћи и обезбедиле посао за незапослене становнике, укључујући започињање изградње парка површине 75 ha и голф терена у Норт Еверету који је касније постао Америкен Лиџн Мемориал Парк (American Legion Memorial Park). Федерална „Управа за надгледање напретка јавних радова” (енгл. Works Progress Administration) запослила је локалне раднике како би изградили нову јавну библиотеку у центру града, паркове, проширили школе и обновили улице. Такође је изграђен нови окружни аеродром, касније назван Пејн Филд, који је отворен југозападно од Еверета 1936. како би служио у комерцијалне сврхе. Аеродром је коришћен у војне сврхе током Другог светског рата, али је касније пренет у власништво округа. У рату је изграђено ново бродоградилиште којим је управљала компанија Еверет-Пасифик Шипбилдинг & Џрај Дак Компани (Everett-Pacific Shipbuilding & Dry Dock Company), које је запошљавало 6.000 радника, а затворено је 1949.

### Боинг и развој предграђа
Центар Еверета наставио је да се развија као регионални пословни центар након завршетка рата, изграђен су четири велике робне куће и десетине мањих малопродајних објеката и ресторан у кругу од шест блокова око авенија Хјуит и Колби. Пораст становништва покренуо је изградњу нових стамбених насеља око полуострва и нових школа, при чему се број деце уписане у школе у „Школском Округу Еверет” повећао са 6.000 1941. на 11.600 у 1951. Такође је изграђен Меморијални стадион Еверета 1947, да би служио за организовање средњошколских спортских и грађанских догађаја. Нови стамбени комплекс у јавном власништву, Бејкер Хајтс, изграђен је 1943. услед недостатка стамбеног простора на локалном нивоу, био је намењен за смештај војног особља, изградњом је обезбеђено укупно 1.275 станова, који су касније изнајмљивани породицама са ниским приходима.
Први супермаркет у приградском стилу отворен је 1950. на путу „Евергрин Веј” (део америчког аутопута 99), затим су дуж аутопута, до краја деценије, изграђени тржни центар и сличне мега продавнице. Подручја око аутопута претворена су у приградска насеља, која су покривала већи део земље у близини Медисон Стрита, површине од 360 ha, на који се град проширио 31. децембра 1959. Други круг проширења јужног Еверета завршен је 1961. и 1972, када је граду припојено 4.200 ha, укључујући подручје Ловела. Овим проширењем повећан је број становника на преко 50.000. Друга средња школа Еверета „Каскејд Хај Скул”, отворена је 1961. и била је намењена становништву прикључених подручја. Нове приградске четврти биле су повезане „међудржавним аутопутем 5”, који је повеза северни Сијетл и Еверет у фебруару 1965. и заобишао „ аутопут 99”, имао је шест трак и делом ишао трасом бивше међуградске железничке пруге. „међудржавни аутопут 5” је продужен око источне стране Еверета јануара 1968, а део који пролази кроз државу Вашингтон завршен је отварањем секције која повезује град са Мерисвилом маја 1969.
Боинг је своју прву фабрику у Еверету отворио 1943, у оквиру свог ратног програма производње, произвео је модел летелице B-17. Компанија се преселила на локацију бродоградилишта Еверет-Пасифик 1956. и до 1965. постала је највећи појединачни послодавац у граду, са 1.728 запослених. Боинг је одобрио рани развој свог путничког авиона Боинг 747 у марту 1966. и купио 320 ha у близини „Пејн Филда” у јуну, како би изградио своју фабрику за склапање авиона, који би постао први светски „џамбо-џет”. Рад на првом авиону 747, названом „Град Еверет”, почео је у недовршеној фабрици у јануару 1967. Приказан је јавности у септембру 1968. и извео свој први лет 9. фебруара 1969. Фабрика Еверет је неколико пута проширена да би била оспособљена за производњу новијих Боингових модела, укључујући 767, 777 и 787 Џримлајнер.
Очекивана градња фабрике Боинга крајем 1960-их, покренула је развој нових стамбених и комерцијалних четврти у Еверету и околним насељима. До краја деценије Еверет је припојио додатне области како би проширио границе града западно до Макилтиа, и јужно до Силвер Лејка. Нови аутопут, „вашингтонски државни аутопут 526”, изграђен је да би повезао постројења са „међудржавним аутопутем 5” на петљи Истмонт, где је планирано је да се изгради Еверетски тржни центар Мал. Тржни центар је изграђен у фазама, почевши од продавнице Сирса у фебруару 1969, а свечано је отворен 9. октобра 1974, у њему је радило 14 продавница. Градњу тржног центра успорио је локални економски слом, који је започео обустављањем развоја новог Боинговог модела 2707 (надзвучни џетлајнер) из 1971, као и упадањем у финансијске проблеме авиопроизвођача који су утицали на продају Боинга 747. Фабрика Еверет смањила је број запослених са 25.000 на 4.700, проузрокујући велики раст локалне стопе незапослености и егзодус бивших запослених; школски округ Еверета затворио је три основне школе, јер је уписано само 3.000 ученика.
Током седамдесетих година 20. века, неколико преживелих пилана и фабрика за производњу целулозе из Еверета је затворено, јер је њихова обнова или замена била сувише скупа, што је означило крај „Града пилана”. Фабрика за производњу целулозе из Ловела затворена је 1972, а затим и Вејерхојзерова „пилана B” 1979. и „пилана А” 1981. Последња Вејерхојзерова пилана затворена је 1992, а двадесет година касније 2012. затворена је и последња преостала фабрика папира у Еверету „Скат Пејпр Компани” (Scott Paper Company). У Граду се уместо њих развијала ваздухопловна и високотехнолошка индустрија, отварањем погона 1980-их Хјулет-Пакарда, Флук Корпорејшена и других компанија из електронске индустрије. Пословни центар Еверета је такође доживео пад, пошто су се трговци и продавци аутомобила преселили у приградска подручја, упркос отварању великог хотела и неколико високих пословних зграда. Градска депонија југоисточно од центра Еверета претворена је у постројење за рециклажу милиона гума, званог „Маунт Фајрстоун”, које се запалило у септембру 1984. и горело седам месеци након, овај инцидент привукао је пажњу националних медија.

### Поморска база и оживљавање центра града
Боинг се опоравио од пада продаје и повећао запосленост у својој фабрици у Еверет на 18.000 људи 1980, док се спремао да представи Боинг 767, други модел џетлајнера који се производи у Еверету. Суседни индустријски парк који се налази уз Булевар Сивеј изграђен је 1980-их, како је расла потражња за пословним простором у граду. Лука Еверет почела је да гради нови трговачки и малопродајни комплекс у заливу Порт Гарднер, јер је покушавала да се диверзификује делатност, али пројекат је наишао на финансијске проблеме, јер су послодавци из области Еверета пропадали или отпуштали раднике услед економског слома ваздухопловне индустрији 1981–82. Морнарица САД одабрала је некадашње бродоградилиште у заливу Порт Гарднер за место нове војне базе 1984. у оквиру програма Стратешка домаћа лука. Поморска база Еверет и њено 490 m дуго пристаниште изграђени су између 1987. и 1994. заједно са помоћним објектима смештених на северу у Смоки Појнту. Први бродови су стигли у септембру 1994, а морнаричка база Еверет била је дуго матична база неколицине носача авиона, укључујући Носач авиона Абрахам Линколн.
Град је доживео препород током 1990-их, подстакнут долазећом прославом стогодишњице постојања и трећом експанзијом постројења Боинг за производњу модела Боинг 777. Ширење фабрике је завршено 1993. и повећала је највећу светску зграду по обиму на 39 ha. Унутрашње четврти Еверета, укључујући и центар града, проширене су изградњом нових стамбених и пословних јединица, у центру града програм уређења и рестаурације почео је 1980-их. Обнова у центру града укључивала је реконструкцију и сужавање авеније Колби, постављање жардињера на проширеним тротоарима и нове паркове. Неколико нових канцеларијских зграда довршено је у центру града Еверета, укључујући једанаестоспратну зграду „Кеј Бенк Тауер” и многе историјске зграде су реновиране или рестаурисане, да би привукле нова предузећа и организације. Град се такође проширио на 188 ha у близини Пејн Филда у марту 2000, чиме је Еверетово становништво прешло преко 91.000. Еверету је 2002. „Национална грађанска лига” доделила тилтулу „Свеамерички град”. Животна средина градске четврти Делта је 2000-их детаљно очишћена, средствима топионице Асарко (Asarco), након открића да је дошло до загађења тла које је она изазвала.
Еверет је кључно саобраћајно чвориште у оквиру регионалног система „Саунд Транзит” (повезује округе Снохомиш, Пирс и Кинг). Транзитна агенција „Саунд Транзит” отворила је у фебруару 2003. мултимодални железнички и аутобуски центар, станицу Еверет. Како би заменила раштркане објекте „Амтрака” (железнички саобраћај), „Грејхаунд Лајнса” (аутобуски саобраћај) и локалних превозника. Такође је било предвиђено да служи као северни терминус за „приградску железницу Саундер” и аутобусе „Саунд Транзит Екпреса”, који повезују Еверет са Сијетлом. Одељак „међудржавног аутопута 5” дуг 9,7 km, државна влада је реновирала у периоду од 2005. до 2008. додавањем нових трака по цени од 263 милиона долара. Деоница аутопута I-5 у Еверету је једна од најзагушенијих, али и једна од најгорих у Сједињеним Државама по дужини путовања.
Центар Еверета наставио је да се развија током 2000-их и 2010-их, неке пројекте је завршила локална самоуправа, а неке предузимачи приватници. „Еверет Евентс Сентер” (данас „Енџл оф д Виндс Арена”) отворен је 2003. и служио је као затворена спортска хала, конгресни центар и клизалиште. Окружна влада је преуредила комплекс зграда окружне управе у Еверету, изградивши нови административни центар, затвор, гаражу за паркирање и јавни трг који је отворен 2005. Током 2010-их отворена су два нова хотела у центру града, заједно са неколико стамбених зграда чија изградња је потстакнута подстицајном политиком зонирања. Како је број бескућника у региону Сијетла растао, Еверет је обезбедио две зграде у центру, које су имале приступ социјалним услугама и 150 јединица за становање намењених особама са малим примањима.
Боинг је одабрао своје фабрике у Еверету за производњу модела Боинг 787 Џримлајнер и Боинг 747-8, за која нису била потребна велика проширења зграда. Компанија је такође сарађивала са окружном владом ради стварања музеја ваздухопловства „Центар будућност ваздухопловства и Боинг тура”, који је отворен 2005. у Пејн Филду. Програм Боинг 777X покренут је 2013, планирана је изградња центра за монтажу крила поред фабрике у Еверету, центар је отворен 2016. Комерцијални путнички саобраћај на аеродрому „Пејн Филд” настављен је на новом терминалу 4. марта 2019, након што су раније планове од 1980-их даље блокирали становници околине аеродрома.

### Преуређење града у 21. веку
Градска управа је започела планирање велике санације бивше депоније на обали реке Снохомиш крајем 1990-их, али пројекат је доживео застој, јер су приватни предузимачи одбили да наставе са реализацијом пројекта. Првобитно планирани концепт за посед површине 56 ha укључивао је забавни центар са трговинама, смештајем, канцеларијама и парковима. Пројекат „Еверет уз обалу реке” (енгл. Everett Riverfront) на крају је подељен на три дела: јужни део намењен за изградњу 235 породичних кућа који је изграђен 2016; централни део са пословним простором, апартманима, биоскопом и малим парком; и северни део са 190 вишеспратних зграда. Сличан план преуређења за 26 ha земље на обали која је припадала луци Еверет, одбачен је 2007. због финансијских проблема предузимача. Нови пројекат, назван „Фишерменс Харбор” (Fisherman's Harbor), почео је са реализацијом 2018. изградњом хотела, апартмана, ресторана и продавнице поред градске јавне марине.
„Регионални медицински центар Провиденс” у Еверету (Providence Regional Medical Center Everett), формиран спајањем две еверетске болнице 1994, завршио је велико проширење свог „кампуса Северни Еверет” 2011. отварањем дванаестоспратне зграде. Први случај коронавирусне болести 2019 у округу Снохомиш идентификован је у „Регионалном медицинском центру Провиђење” 20. јануара 2020. Како се пандемија коронавируса погоршала у држави, градоначелница Кејси Френклин прогласила је 21. марта 2020. прву „наредбу о обавезном карантину” на територији државе Вашингтон. Као одговор на пројектовано смањење прихода у износу од 14 милиона долара које је изазвала наредба о обавезном карантину, која је касније проглашена у целој држави, градска власт је у мају 2020. отпустила 160 запослених и планира да смањи расходе на услуге које пружа град. Првобитни буџет града за 2020. годину већ је био ограничен због пројектованог дефицита изазваног јазом у потрошњи утврђеном у 2017.

## Географија
Еверет је један од главних градова у оквиру метрополског подручја Сијетла, налази се 40 км северно од Сијетла. Налази се на полуострву Порт Гарднер, на западу излази на Порт Гарднер Беј (који је део Позешн Саунда, а он део Пјуџит Саунда), а на северу и истоку лежи на ушћу реке Снохомиш. Град такође обухвата приградска и индустријска подручја на југу и југозападу полуострва, која су му припојена средином и крајем 20. века. Еверет има 18 км речне обале и 18 км морске обале, укључујући јавне приступне тачке у парковима и бродским рампама на заливу Порт Гарднер и реци Снохомиш.‍:2 Према „Бироу за попис становништва САД”, град има укупну површину од 125,59 кm², од чега је 86,64 кm² земља, а 38,95 кm² вода.
Западну границу града са Макилтиом генерално дефинише речни слив „Јапански Галч” на рубу Бингове фабрике за склапање и њених помоћних зграда. На југозападу Еверет се граничи са аеродоромом Пејн Филд и насељима Лејк Стикнија, која су предвиђена за ширење града (подручје се протеже на југ према Линвуду). На југу град се обавија око језера Силвер Лејк и следи „државни аутопут 527” до „државног аутопута 96” на Марфис Корнеру, где се граничи са Мил Криком. На истоку река Снохомиш формира источну границу. Североисточна граница у делти реке укључује делове острва Смит Ајленд који сежу према Мерисвилу; низ мостова аутопута преко делте реке Снохомиш повезује Еверет са Мерисвилом на северу и Лејк Стивенсом на истоку. Границе града такође укључују 1.509 ha под шумом која окружује Језеро Чеплан, акумулација у Каскадним планинама која је један од извора градског водоснабдевања.
Полуострво Порт Гарднер настало је током повлачења ледника како се завршавало ледено доба 14.000 година пре садашњости.  Тло је углавном иловача и укључује шљунковити песак који су нанели ледници. Еверет се налази у близини „раседа јужног Видбија” (име по јужном делу острва Видби), плитке зоне раседа, која се налази близу западног руба града, а откривена је 1994. Локални геолози су 1990-их такође пронашли доказе о цунамију и ликвефакцији тла у наносима испод делте реке Снохомиш, која нису директно повезана са „раседом јужног Видбија”. Градска управа је 2002. основала „одељење за управљање кризним ситуацијама” и спроводи редовне вежбе симулирања катастрофа и одговора на њих. У југозападним четвртима Еверета налази се неколико јаруга, које су формирали локални потоци, који се уливају у залив Порт Гарднер. Подручје је такође склоно клизиштима, која ометају путнички и теретни саобраћај на железници која иде дуж обале залива. Водени токови из осталих подручја града делови су сливова реке Снохомиш и језера Вашингтон.

### Градска панорама и насеља
Град Еверет има „Одељење за градска насеља” које олакшава комуникацију између града и признатих „удружења грађана градских насеља”. Удружења грађана градских насеља су независна од града и имају изабране лидере који комуницирају са градском влашћу. Различите четврти у Еверету имају поглед на Каскадне и Олимпијске планине, укључујући планину Бејкер и Рејнир.
У граду Еверету је 2019. постојало је 19 признатих удружења грађана градских насеља:
- Бејсајд, који покрива већи део центра Еверета, луке Еверет, Поморске базе Еверет, и околних стамбених насеља[146]
- Булевард Блафс, највећим делом стамбена насеља која се граниче са Макилтијем[147]
- Каскејд Вју, стамбено насеље у јужном Еверету, северно од Еверет Мола[146]
- Делта, првенствено стамбени део града северно од центра Еверета[148]
- Евергрин, стамбено насеље у јужном Еверету[146]
- Глејшр Вју, старија стамбена зона јужно од центра града[146]
- Харборвју – Сихерст – Гленхејвен, покрива старија стамбена насеља јужно од града[146]
- Холи, мешавина стамбених, пословних и индустријских делова града на јужном рубу града[146]
- Ловел, стамбено насеље југоисточно од центра града и некадашњи независни град основан 1863.[149]
- Северозападни Еверет, који обухвата старије стамбене области северозападно од центра града, историјску четврт и кампус „Јавног Колеџа Еверет” (енгл. Everett Community College)[150]
- Пајнхерст-Беверли Парк, комбинација стамбених и пословних зона у јужном Еверету[151]
- Порт Гарднер, који обухвата делове центра Еверета и стамбене четврти на Брду Ракер (историјска четврт)[150]
- Риверсајд, обухвата стамбена насеља североисточно од центра града и историјски округ[150]
- Силвер Лејк, укључује стамбене и пословне делове града који окружују језеро Силвер Лејк на крајњем југоисточном делу града[152]
- Саут Форест Парк, стамбено насеље у близини центра[153]
- Твин Крикс, који обухвата подручје око Еверет Мола и мешавину стамбених и пословних делова града.[154]
- Вали Вју – Силван Крест – Лаример Риџ, стамбени делови града на југоистоку Еверета[155]
- Вју Риџ – Медисон, стамбене области западно и југозападно од Форест Парка[146]
- Вестмонт, првенствено стамбена област на југозападном делу града[146]

#### Градски центар
Центар Еверета обухвата подручје северно од Пацифичке авеније, источно од Вест Марине Вју Драјв, јужно од Авеније Еверет и западно од Бродвеја. У њему су смештене градске и окружне владе. вишеспратне пословне зграде, хотели и стамбене зграде. Енџл оф д Виндс Арена се налази на западној страни Бродвеја, у малом историјском делу града на авенији Хјуит. Неколико градских улица именовано је по оснивачима Компаније Еверет Ленд и њиховим сарадницима, укључујући Џона Д. Рокфелера, Браћу Ракер, Чарлса Л. Колбија и Александра МекДугала. Градска управа је 2018. одобрила измене урбанистичких планова чиме је омогућена градња зграда високих и до 25 спратова и са смањеним захтевима у вези броја обезбеђених паркинг места, да би подстакла гушћу градњу у ишчекивању будуће станице „Линк лајт рејла”.

### Клима
Еверет има океанску климу са умереним температурама током целе године, и утицајем морских ваздушних маса. Варијација просечних временских прилика између годишњих доба је мање екстремна него у унутрашњости, са сувим летима и благим, кишним зимама због близине Тихог океана. Према Кепеновој класификацији климата, Еверет има медитеранску климу са топлим летима (подтип Csb). Град се налази на северној граници „Зоне Конвергенције Пјуџит Саунда”, локалног временског феномена изазваног сударом ваздушних струја из горских подручја регије, који доводи до појаве обилнијих киша и јачих ветрова од остатка региона.
Најтоплији месец у Еверету је август, са просечном температуром од 22,6 °C, док је јануар најхладнији, са просечном температуром од 7,2 °C. Највиша забележена температура, 37 °C, забележена је 9. јуна 1955, а најнижа, -18 °C, забележена је 11. новембра 1993. Просечна годишња количина падавина у Еверету је 907 mm, киша углавном пада од октобра до марта, а најобилније падавине су у децембру. Значајне снежне падавине у Еверету су реткост, а 1965. је пала највећа забележена годишња количина снега, 68 cm.
| Клима Еверета                                      | Клима Еверета | Клима Еверета | Клима Еверета | Клима Еверета | Клима Еверета | Клима Еверета | Клима Еверета | Клима Еверета | Клима Еверета | Клима Еверета | Клима Еверета | Клима Еверета | Клима Еверета |
| Показатељ \ Месец                                  | .Јан.         | .Феб.         | .Мар.         | .Апр.         | .Мај.         | .Јун.         | .Јул.         | .Авг.         | .Сеп.         | .Окт.         | .Нов.         | .Дец.         | .Год.         |
| -------------------------------------------------- | ------------- | ------------- | ------------- | ------------- | ------------- | ------------- | ------------- | ------------- | ------------- | ------------- | ------------- | ------------- | ------------- |
| Апсолутни максимум, °C (°F)                        | 22 (72)       | 23 (74)       | 28 (82)       | 29 (85)       | 34 (93)       | 37 (98)       | 34 (93)       | 34 (94)       | 32 (89)       | 28 (83)       | 23 (74)       | 19 (66)       | 37 (98)       |
| Максимум, °C (°F)                                  | 7,2 (44,9)    | 9,3 (48,8)    | 11,6 (52,8)   | 14,5 (58,1)   | 17,6 (63,6)   | 20,2 (68,3)   | 22,6 (72,6)   | 22,6 (72,7)   | 19,9 (67,8)   | 15,3 (59,5)   | 10,5 (50,9)   | 7,6 (45,7)    | 14,9 (58,8)   |
| Минимум, °C (°F)                                   | 0,6 (33,1)    | 1,3 (34,4)    | 2,7 (36,8)    | 4,7 (40,4)    | 7,4 (45,3)    | 10,1 (50,2)   | 11,6 (52,9)   | 11,6 (52,8)   | 9,1 (48,3)    | 6 (43)        | 3,1 (37,6)    | 1,3 (34,3)    | 5,8 (42,4)    |
| Апсолутни минимум, °C (°F)                         | −17 (1)       | −17 (2)       | −12 (10)      | −5 (23)       | −2 (29)       | 2 (36)        | 3 (37)        | 3 (38)        | −1 (30)       | −6 (22)       | −18 (0)       | −15 (5)       | −18 (0)       |
| Количина падавинаmm (in)                           | 114,6 (4,51)  | 82,6 (3,25)   | 90,7 (3,57)   | 69 (2,7)      | 59,4 (2,34)   | 53,8 (2,12)   | 26,4 (1,04)   | 30 (1,2)      | 50,3 (1,98)   | 86,1 (3,39)   | 118,1 (4,65)  | 126 (4,96)    | 907 (35,71)   |
| Количина снега, cm (in)                            | 8,4 (3,3)     | 3 (1,2)       | 1,5 (0,6)     | 0,5 (0,2)     | 0 (0)         | 0 (0)         | 0 (0)         | 0 (0)         | 0 (0)         | 0 (0)         | 1,5 (0,6)     | 3,6 (1,4)     | 18,5 (7,3)    |
| Дани са падавинама                                 | 19            | 16            | 18            | 15            | 12            | 10            | 6             | 6             | 9             | 15            | 18            | 19            | 163           |
| Извор: Western Regional Climate Center (1894–2015) |               |               |               |               |               |               |               |               |               |               |               |               |               |

## Економија
Еверет има 88.146 радно способних становника, од којих је 59.599 особа запослено, према процени америчког „Бироа за попис становништва” (2018). Град је такође имао 7.335 регистрованих предузећа 2012, која су запошљавала 94.000 радника. Економија Еверета усредсређена је на производњу ваздухоплова (авиона), поморске активности, технолошки и услужни сектор. Највећи послодавац у граду је произвођач авиона Боинг, јер упошљава 31 одсто запослених у граду. Главни производни погон Боинга у близини Пејн Филда је највећа зграда на свету по обиму. На локалну економију Еверета и округа Снохомиш огроман утицај има пословање Боинга, отпуштања и штрајкови узрокују пад и у другим секторима економије.
Економија града у 19. и почетком 20. века била је везана за трговину дрвном грађом и поморску индустрију, укључујући рибарство и производњу бродова. Последња фабрика за производњу целулозе, у власништву Кимберли-Кларка, затворена је у априлу 2012. године и срушена годину дана касније, што је означило крај превласти дрвне индустрије у економији. Ваздухопловна индустрија у Еверету почела је да се развија крајем 1960-их након што је Боинг започео изградњу фабрике за склапање авиона у Пејн Филду, доводећи добављаче и подизвођаче на то подручје. Од 1990-их, градска власт је подстицала економски развој у другим индустријама, нарочито у технолошком сектору, због подстицања диверсификације економије. Лука Еверет такође је изградила сопствени индустријски парк у северном Еверету, у коме су постоје добављач ваздухопловне индустрије и дистрибутивни центри Амазона и ФедЕкса (FedEx Corporation).
Према подацима из 2018. највећи број запослених града Еверета запослен је у производњи (18%), следе образовне услуге (18%), малопродаја (12%), професионалне услуге (11%) и сектор забаве (11%). Произвођач електронике Флук Корпорејшн (данас део конгломерата Фортив) са седиштем у Еверету има 1.000 запослених у држави Вашингтон. Произвођач играчака Фанко са седиштем у центру Еверета, где има сопствени малопродајни објекат који је отворен 2017, такође има и дистрибутивни центар у граду. Неки од осталих великих послодаваца су „Регионални медицински центар Провиденс” у Еверету, са 4.900 запослених, Морнарица САД са 2.900 запослених, и „Јавне Школе Еверета” (енгл. Everett Public Schools) са 2.440 запослених.
Приближно 28% радника Еверета запослено је у предузећима која се налазе у оквиру градских граница, док 15% путује у Сијетл. Већина запослених становника града (70%) путује на посао у свом аутомобилу без путника (у аутомобилу је само возач), док 14% путује на посао у аутомобил са већим бројем путника, а 6% користи јавни превоз. Радници запослени у Еверету живе широм округа Снохомиш и Кинг, од којих 15% живи у граду, 7% у Мерисвилу, 5% у Сијетлу и 4% у Лејк Стивенсу. Промена смене у погону Боинга у Еверету узрокује загушење у саобраћају током јутра и раних поподнева које се са аутопута прелива на градске улице (саобраћајни шпиц).
Градски трговци на мало су 2012. продали робу у вредности два милиона долара, а њихови малопродајни објекти сконцентрисани су у тржним центрима, дуж два главна аутопута, Евергрин Веј и Еверет Мол Веј. На раскрсници два аутопута налази се велики „ауто плац” који се развио 1980-их након што су продавци аутомобила пресељени из центра Еверета. Тржни центар „Еверет Мол”, смештен на североисточном крају пута Еверет Мол („државни аутопут 99”), отворен је 1974. и има више 100 продавница. Тржни центар је проширен 2005, када је добио биоскоп и нови сет продавница, али од тада је изгубио два главна продавца и неколико других закупаца.

### Највећи послодавци
Извор: Свеобухватни годишњи финансијски извештај 2018:
| Ранг | Послодавац                                          | Број запослених |
| ---- | --------------------------------------------------- | --------------- |
| 1    | Боинг                                               | 35.000          |
| 2    | Регионални медицински центар Провиденс у Еверету    | 4.906           |
| 3    | држава Вашингтон                                    | 3.000           |
| 4    | Поморска база Еверет                                | 2.900           |
| 5    | Клиника Еверет                                      | 2.871           |
| 6    | Округ Снохомиш                                      | 2.759           |
| 7    | Јавне Школе Еверета                                 | 2.443           |
| 8    | Флук Корпорејшн (Фортив)                            | 1.200           |
| 9    | Град Еверет                                         | 1.198           |
| 10   | Предузеће за јавне комуналне услуге Округа Снохомиш | 1.004           |

## Демографија
Према попису становништва из 2010. у граду је живело 103.019 становника, што је 11.531 (12,6%) становника више него 2000.
|                   | 2020.            | 2010.            | 2000.           |
| Укупно            | 110 629 (100,0%) | 103 019 (100,0%) | 91 488 (100,0%) |
| Белци             | –                | 70 489 (68,42%)  | 71 276 (77,91%) |
| Хиспаноамериканци | –                | 14 595 (14,17%)  | 6 539 (7,147%)  |
| Азијати           | –                | 8 056 (7,820%)   | 5 773 (6,310%)  |
| Остали            | –                | 5 681 (5,515%)   | 4 839 (5,289%)  |
| Афроамериканци    | –                | 4 198 (4,075%)   | 3 061 (3,346%)  |

| Година                          | Становништво | Напомена                  | %±     |
| ------------------------------- | ------------ | ------------------------- | ------ |
| 1900                            | 7.838        |                           | —      |
| 1910                            | 24.814       |                           | 2.166% |
| 1920                            | 27.644       |                           | 114%   |
| 1930                            | 30.567       |                           | 106%   |
| 1940                            | 30.224       |                           | −11%   |
| 1950                            | 33.849       |                           | 120%   |
| 1960                            | 40.304       |                           | 191%   |
| 1970                            | 53.622       |                           | 330%   |
| 1980                            | 54.413       |                           | 15%    |
| 1990                            | 69.961       |                           | 286%   |
| 2000                            | 91.488       |                           | 308%   |
| 2010                            | 103.019      |                           | 126%   |
| 2019 (процена)                  | 111.475      | 2019 U.S. Census Estimate | 82%    |
| Извори: Пописи становништва САД |              |                           |        |

Еверет је по броју становника највећи град у округу Снохомиш и седми у држави Вашингтон, између Кента и Рентона. Према попису становништва САД 2010. имао је 103.019 становника, а 2019. према процени владе државе Вашингтон 111.800. Подручја која су предвиђена за ширење града (део неинкорпорираних насеља округа Снохомиш) 2016. су имала 44.596 становника. Популација Еверета порасла је за 47 процената у периоду од 1990. до 2000. и 13 процената од 2000. до 2010. године, због ширења града припајањем неинкорпорираних насеља и повећане изградње станова. Предвиђа се да ће се до 2035. број становника града повећати за 40.000 до 60.000. Раст становништва у граду од 1990. године у великој мери је под утицајем некавказоидних расних група, а бела већина се смањила са 92 процента 1990. на 75 процената у 2010.
Град је 2010. имао 16.394 стамбене јединице, од којих је 9.181 била породична кућа, а 7.213 су биле у вишеспратним стамбеним зградама. Стопа власништва над некретнином у Еверету је међу најнижим у држави Вашингтон, само у 44% домова живе њихови власници, а становници града имају медијални приход нижи од просека у округу и метрополској области Сијетла. Просечна месечна станарина плаћена за изнајмљивање стамбене јединице у Еверету 2013. кретала се од 700 долара за гарсоњеру до 2.723 долара за кућу са пет спаваћих соба.‍:12 Град такође има неколико комплекса за социјално становање, у којима се налази 2.461 стамбених јединица намењена домаћинствима са малим приходима, који до њих долазе путем савезних и локалних грантова.‍:13

### Попис 2010.
Према попису становништва САД 2010., у граду је живело 103.019 људи и 23.282 породице у 41.312 домаћинства. Густина насељености је била 1.189,1 становника на km². Постојало је 44.609 стамбених јединица просечне густине од 514,9 јединица на km². Расни састав становништва био је следећи: 74,6% белци, 4,1% афроамериканци, 1,4% староседеоци, 7,8% источни азијати, 0,7% океанци (Полинежани, Микронежани и Меланежани), 6,1% остале расе, и 5,3% две или више раса. Хиспанци или латиноамериканци било које расе чинили су 14,2% становништва.
Од 41.312 домаћинстава, 30,5% чинила су домаћинства са децом млађом од 18 година, 38,2% брачни парови који живе заједно, 12,5% домаћинства без присутног мужа, 5,7% домаћинства без присутне супруге, а 43,6% непородична домаћинства. 34,1% свих домаћинстава сачињавали су појединци, а 9,3% особе старе 65 година или више које живе саме. Просечна величина домаћинства била је 2,39, а просечна величина породице 3,09.
Медијална старост становника града била је 34,4 године. 22,7% становника било је млађе од 18 година; 11,3% било је у доби од 18 до 24 године; 30,6% од 25 до 44; 25% од 45 до 64; а 10,3% су биле особе старије од 65 година. Полна структура становништва града била је 50,9% мушкараца и 49,1% жена.

### Попис 2000.
Према попису становништва САД 2000., у граду је живело 91.488 људи и 21.613 породице у 36.325 домаћинства. Густина насељености је била 1.086,9 становника на km². Постојало је 38.512 стамбених јединица просечне густине од 514,9 јединица на km². Расни састав становништва био је следећи: 56% белци, 9% афроамериканци, 1,56% староседеоци, 10% источни азијати, 4% океанци (Полинежани, Микронежани и Меланежани), 3,13% остале расе, и 4,25% две или више раса. Хиспанци или латиноамериканци било које расе чинили су 13% становништва.
Од 36.325 домаћинстава, 31,9% чинила су домаћинства са децом млађом од 18 година, 42,1% брачни парови који живе заједно, 12,5% домаћинства без присутног мужа, а 40,5% непородична домаћинства. 31,7% свих домаћинстава сачињавали су појединци, а 8,5% особе старе 65 година или више које живе саме. Просечна величина домаћинства била је 2,40, а просечна величина породице 3,04.
Старосна структура је била следећа:
| Проценат (%) | 25,1 | 12,3 | 33,3 | 18,9 | 10,3 |
| Извор:       |      |      |      |      |      |

Медијални приход домаћинстава у граду био је $40.100, а породица $46.743. Мушкарци су имали медијални приход од $35.852 у односу на $28.841 колико су примале жене. Приход по глави становника у граду био је $20.577. Око 19,5% становништва и 10,1% породица било је испод линије сиромаштва, укључујући 16% млађих од 18 година и 12,1% старих 65 година и старијих.

### Криминал
Полицијска управа Еверета је 2020. имала 201 униформисаног полицајца и пет упражњених положаја. У граду су 2015. полицији пријављена 422 насилна злочина и 6.198 имовинских злочина. Број пријављених злочина у Еверету је у паду од 2009−2010. када је доживео свој врхунац, са 610 насилних злочина и 7.672 имовинских злочина. Еверет се сврстао у првих 20 посто америчких градова по броју пријављених злочина у извештајима CQ Press−а. Град је на 49. месту међу градовима Вашингтона у студији из 2019. Националног већа за безбедност и сигурност у кући, према броју злочина по глави становника.
Полицијска управа Еверета и шериф округа Снохомиш започели су 2009. године кривичну истрагу против власнка и запослених већег броја кафеа (бикини бариста) због кршења закона о забави за одрасле. Градска управа је у августу 2017. усвојила „уредбу о правилу облачења” за раднике у услугама прехрамбене индустрије, али је против ње подигнута тужба власника кафеа и запослених због неуставности уредбе. Уредба је суспендована прелиминарним налогом Окружног суда САД у децембру 2017, али је Апелациони суд Сједињених Америчких Држава за девети округ пресудио у корист градске власти 2019. Градска управа не планира да спроводи уредбу о правилу облачења све док се тужба не реши укидањем претходног налога Окружног суда.
Град има високу стопу злоупотребе опиоида, посебно оксикодона и хероина, која је подстакнута међудржавном трговином наркотицима. „Регионални медицински центар Провиденс” у Еверету пријавио је 655 случајева предозирања опиоидима од јануара до августа 2017, док је 34 посто становника приведених у окружни затвор било позитивно на опиоиде. Распрострањена употреба опиоида, такође је допринела расту бескућништва у Еверету 2015−2017 од 65%, оптерећујући локална склоништа за бескућнике. Градска управа поднела је у јануару 2017. тужбу против произвођача оксикодина Пардју фарме (енгл. Purdue Pharma), тврдећи да је компанија била немарна у дистрибуцији лека и скривању његовог дејства од становника Еверета. Тужба је такође идентификовала ланац кријумчара наркотика са седиштем у Лос Анђелесу, велики број рецепата које су издали лекари за набавку лека и директни маркетинг који је вршила Пардју фарма, као факторе за пораст броја случајева зависности од опиоида. Тужби града Еверета придружене су жалбе округа Снохомиш, резервата Тулалип и других, саслушање је одржано у Апелационом суду Сједињених Америчких Држава за девети округ.

## Градска влада и политика
Еверет је „град првe класe” (има више од 10.000 становника) који има „градску повељу” и облик власти „градоначелник – градско веће”. Градоначелник и седам чланова градског већа бирају се на четворогодишњи мандат на организованим изборима који се одржавају непарних година. Почевши од 2021. године градско веће Еверета бираће пет чланова из посебних изборних јединица и два на нивоу града. Градско веће једном недељно, сваке среде одржава седнице, које уживо преноси преко телевизијског канала „Еверет Ченл” и интернета. Градска управа се налази у згради „Вол Стрит” у центру Еверета, пословној згради високој 10 спратова, поред историјске „Градске већнице Еверета” - данас седиште градске полицијске управе и канцеларија градског већа.
Кејси Френклин, бивша чланица градског већа, изабрана је за градоначелницу 2017. године и друга је жена на том положају и прва која је изабрана на изборима. Градоначелник Еверета одговоран је за именовање шефова различитих градских одељења, градског чиновника, градског благајника, начелника градске полиције и ватрогасне службе и чланове градских служби и одбора. Градска управа 2020. има 1.200 запослених и буџет од 148,7 милиона долара. У надлежности града су полиција, ватрогасна служба, служба хитне медицинске помоћи, низ комуналних услуга, јавни радови, брига о социјалном становању, зонирање и планирање и паркови.‍:2 Еверет такође има општински суд основан 1987. и двојицу судија који се бирају на мандат од четири године. Градска власт управља јавним градским превозом „Еверет Транзит” и системом јавних библиотека Еверета, које нису део окружног јавног превоза и система библиотека.
Еверет је такође седиште округа Снохомиш и у центру Еверета, се налази кампус са неколико значајних објеката окружне владе. Кампус обухвата окружни суд Снохомиша, окружни затвор, административне канцеларије и главну полицијску станицу округа.
На савезном нивоу, Еверет је део 2. конгресног округа Вашингтона, кога Представничком дому Сједињених Америчких Држава представља демократа Рик Ларсен од 2001. На државном нивоу, највећи део града се налази у 38. изборном округу Вашингтона, заједно са Мерисвилом и индијанским резерватом Тулалип. Јужне четврти града, укључујући Силвер Лејк, део су 21. изборног округа Вашингтона, заједно са Едмондсом и Макилтиом. Еверет је такође део 2. дистрикта округа Снохомиша, који такође укључује Макилтео и индијски резерват Тулалип.

## Култура

### Уметност
Еверет је описан као град „плавих оковратника” (радничке класе), али такође је и дом регионалне уметничке сцене која укључује галерије, „позоришта у заједници”, музику и уметничка дела. Град има пет главних места на којима наступају уметници, која угошћују различите групе и догађаје.
Историјско „Позориште Еверет” (834 места) на авенији Колби отворено је 1901. и угошћује позоришта у заједници, музичке групе, „импровизовану комедију” и пројекције филмова. Некада је град имао „позоришни кварт” у центру града, који је обухватао позоришта „Еверет”, „Гранада”, „Балбоа” и „Рокси”, која су отворена почетком 20. века, али су касније изгубила на значају, а два су затворена 1950-их. Позориште Еверет је последње преживело позориште из те ере, оно је делимично обновљено након пожара у децембру 1923, и претворено у мултиплекс биоскоп 1979. године, који је затворен 1989, и враћен у првобитно стање 2000. Регионално сеоско позориште (енгл. Village Theatre) наступа у Исакви и „Перформинг Артс Центру Еверета”, градском објекту који је отворен 1993. године и у којем је такође смештен „Еверет Корал”. „Сеоско позориште” отворило је 2011. „КидСтејџ” (дечја сцена), на ком наступају млади извођачи, пренаменом бивше зграде пословнице банке, која се налазила поред „Перформинг Артс Центра Еверета”. Еверет Сивик Аудиторијум у средњој школи „Еверет Хај Скул” је завршен 1939. године и седиште је „Оркестра филхармоније Еверета”, који су 2010. основали музичари бивше „Симфоније Еверета”, након што је упала у финансијске проблеме.
Градским програмом „јавна уметност” управља „Комисија за културну уметност Еверета”, саветодавни одбор грађана основан 1974. године кад и програм „проценат за уметност” намењен јавним пројектима. Поред јавне уметности, комисија управља уличним клавирима којих има 16 и налазе се у центру Еверета, њих фарбају локални уметници и доступни су за јавну употребу сваког августа. Главна уметничка четврт Еверета обухвата три блока авеније Хојт у центру града, у њој се налази „Уметнички центар Шак” и неколико скулптура постављених крајем 2000-их. „Уметнички центар Шак” отворен је 2011. године као вишенаменски изложбени простор и радионица за уметнике, са садржајима за разне медије и смештајем за уметнике који обезбеђује „Артспејс Проџектс”. Центар се првобитно звао „Уметничко веће округа Снохомиш”, преименован је у част Џона и Идаме Шак, дугогодишњих спонзора организације и уметности у региону; У својој првој години, Уметнички центар Шак је угостио 265 уметника, чије изложбе је укупно посетило 33.000 посетилаца, што је помогло да се оживи центар града током велике рецесије. Подручје Еверета привукло је уметнике и музичаре из Сијетла због његове релативне приступачности и подстицаја градске власти.

### Градска дешавања и туризам
Град је домаћин неколико годишњих манифестација и фестивала локалне уметности, као и прослава, обично у летњим месецима. На градској обали се одржава годишња парада и прослава Дана независности уз ватромет. У центру Еверета се сваког септембра од 1977. одржава улични фестивал кобасице. Током 1990-их основано је неколико годишњих фестивала, укључујући фестивал филма у фебруару, изложба класичних аутомобила „Крузин ту Колби” (у преводу крстарење до Колбија) у мају, фестивал башти у јуну, и уметничка изложба „Фреш Пејнт” (у преводу свежа боја) у августу. Највећи годишњи летњи фестивал у граду, „Солти Си Дејз” (у преводу дани сланог мора), основан је 1970. године и укључивао је параду, трку хидроплана, изложбу класичних аутомобила и друге догађаје. Првобитно га је град субвенционисао, из дела свог прихода од „пореза на хотелски смештај”, али је 2003. субвенционисање престало, а фестивал је три године касније укинут.
Пијаца у Еверету основана је 1994. и ради недељом од маја до октобра, има 200 добављача и око 5.000 посетилаца недељно. Првобитно се налазила у луци Еверет, али се 2019. преселила на авенију Ветмор у центру града због проблема са паркирањем и приступом на обали. Пијаца такође повремено поставља тезге и ван сезоне, али и током лета (у сезони) средом на железничкој станици Амтрака у Еверету. На обали Еверета се од 1991. лети организује серија концерата.
Градска влада Еверета и Удружење „Еверет центар” такође су покренули промотивно брендирање Еверета и одређене туристичке иницијативе које су створиле нове манифестације. Градска управа је 2014. године расписала конкурс за дизајн логоа, на који је послато 850 пријава, док је на избору за најбољи гласало 5.700 локалних становника. победнички дизајн је касније повучен због сличности са логотипом компаније за финансијске услуге Инвестнет (Envestnet) и замењен је новим дизајном бренда 2019. Фестивал крафт пива (занатског пива) основала је „Комисија за пиво Вашингтона” 2012, а касније је преименован у „Апер Лефт Бирфест” 2017. након што је градска власт преузела управљање. Фестивал музике „Фишермен Вилиџ”, основан 2014, одржава се сваке године током тродневног викенда у мају, на четири бине у центру Еверета. Музички фестивал укључује наступе 50 локално и национално познатих уметника, као и уметничке изложбе.
Подручје Еверета има неколико великих туристичких атракција, посебно оних чија је тема ваздухопловство. „Центар будућност ваздухопловства и Боинг тура” у Пејн Филду, који је у власништву окружне владе, а којим управља Боинг, има неколико ваздухопловних експоната и укључује обилазак Боингове фабрике. То је најпопуларнија туристичка атракција округа Снохомиш, која је 2017. имала укупно 495.000 посетилаца. „Музеј летеће баштине и борбеног оклопа” (енгл. Flying Heritage & Combat Armor Museum) отворен је 2008. у обновљеном хангару у Пејн Филд, музеј чува колекцију обновљених војних авиона и возила из 20. века. „Дечији музеј Замислите” (енгл. Imagine Children's Museum) отворен је 2004. у обновљеној згради банке у центру Еверета после пресељења из града Мерисвила. У њему се налазе интерактивни експонати дизајнирани за подучавање деце локалној историји, науци и уметности.

### Медији
„Еверет Хералд” је градска дневна новина, која објављује локалне и националне вести за 40.000 претплатника у округу Снохомиш. Први број је издат 11. фебруара 1901, а у том тренутку био је једини градски дневни лист, иако су у граду почетком 1890-их постојала три листа, „Еверет Њуз”, „Еверет Тајмс” и „Еверет Трибјун”. Новине су биле у локалном власништву све до 1978, кад их је купила „Д Вашингтон Пост Компани”, поново су продате 2013. „Саунд Паблишингу”. „Хералд” је покренуо 5. јануара 1997. своју страницу на интернету, 1998. месечник „Хералд Бизнис Џурнал”, и почео да објављује недељне новине на шпанском језику, „Ла Раза дел Нороесте” (шп. La Raza del Noroeste), у априлу 2006. године. „Мај Еверет Њуз” је интернет страница основана 2011, која објављује вести из Еверета, повезана са „Д Сијетл Тајмс”.
Град је део „медијског тржишта Сијетла”, које се налази на 13. месту међу америчким метро подручјима, оно укључује неколико великих телевизијских и радио станица. „КОНГ ТВ”, телевизијски канал са седиштем у Сијетлу, а који је повезан са „КИНГ ТВ”, има лиценцу за емитовање програма у Еверету од 1984, али је почео да ради тек 1997. У граду такође постоји и јавни телевизијски канал, „канал Еверет”, раније „Еверет ТВ”, којим управља град Еверет. Овај канал емитује локалне догађаје, седнице градског већа и посебан програм. Сам Еверет има четири радио станице. Породица Скотдејл поседује две станице у Еверету које деле просторије са Еверет Постом: „Кеј-Ар-Кеј-Оу Еј-Ем”, која је почела са емитовањем 1922. и углавном пушта класичне хитове, а такође прати и локални спорт; и „Кеј-Кеј-Екс-Еј Еј-Ем”, која је покренута 2011. и углавном пушта кантри музику. „Кеј-Ес-И-Ар Еф-Ем” (енгл. KSER-FM) је независна непрофитна радио станица основана 1991. са циљем да служи заштити јавних интереса грађана округа Снохомиш, станица извештава о локалним вестима, емитује музички програм и вести из земље. У Еверету се такође слуша и „Кеј-Даблју-Вај-Зет Еј-Ем” или „Радио Ханкук” (енгл. KWYZ-AM), радио покренут 1997. који објављује вести и забавни програм на корејском језику, а који програм емитује из Федерал Веја.

### Библиотеке
„Систем јавних библиотека Еверета” има два објекта са 258.133 предмета, опслужује 45.205 регистрованих чланова у граду и околним насељима од 2018.
Библиотека је основана 1894. и пресељена у сталну зграду 1905. Садашња библиотека у центру отворена је 1934. и проширена 1991; подружница библиотека у јужном Еверету отворена је 1985. и обновљена 2019. „Библиотеке Сно-Ајл”, систем јавних библиотека који покрива целе округе Снохомиш и Ајланд, отворио је 2017. показни огранак у стрип центру (врста тржног центра) у јужном Еверету, где покрива област Маринер.

### Историјски споменици
У Еверету се налази 14 објеката наведених у „Националном регистру историјских места”. Град такође одржава сопствени регистар историјских места почевши од 1987, у коме је наведено 35 објеката. Непрофитна група за очување споменика, „Историјски Еверет”, основана је 2002. и организује едукативне догађаје и обилазак града.
Поред историјских објеката, град има неколико заштићених историјских округа: „Историјски округ авеније Хјуит” у центру Еверета; „Историјски округ Ракер Хил”; и „Сволвел Блок”. Градска влада је одредила неколико историјских регулаторних планова, укључујући „регулаторни план Риверсајд”, „регулаторни план Нортон – Гранд” и „регулаторни план Ракер – Гранд”, који обухвата и кућу некадашњег америчког сенатора Хенрија М. Џексона. Неколико некретнина у историјским окрузима је обновљено и рестаурирано у 21. веку, ради очувања њихове историјске вредности, делимично због рушења других зграда да би на њиховим местима биле изграђене нове.
„Музеј историје Еверета” основан је 1953. као историјско удружење у целом округу, које је управљало својим музејем до 2007. Музејске колекције овог удружења премештана су између неколико историјских зграда, укључујући бившу зграду „Библиотеке Еверет Карнеџи” и дела зграде „Еверет Мола” (тржног центра), док је тражена нова локација. Планира се отварање трајног музеја 2021. у центру града, у бившим просторијама „Еверет Хералда”.

### Спорт
У Еверету се налазе два спортска објекта која користе професионалне екипе нижих лига, а користе се и за друге догађаје. „Арена Енџл оф д Виндс”, затворена арена у центру града која је отворена 2003. и има 8.149 места, дом је хокејашког клуба Еверет Силвертипса који игра у „западној хокејашкој лиги”. Њена изградња коштала је 83 милиона долара и укључује јавно клизалиште и конгресни центар, који се употребљава за одржавање разних догађаја. У арени су такође одржаване кошаркашке утакмице „Сијетл Сторма”, који игра у западној конференцији женске националне кошаркашке асоцијације, тениски мечеви на затвореном терену, укључујући „Фед куп 2020”, а два пута је била домаћи шампионата у уметничком клизању „Скејт Америка” 2008. и 2018. Бејзбол тим „Еверет АкваСокс” (раније Џајнтс) игра у „северозападној лиги” нижој лиги професионалног бејзбола, тим наступа на Фанко Филду, бејзбол стадиону са 3.682 седишта који је део комплекса „Еверет меморијал стадион”. Комплекс Еверет меморијалног стадиона изграђен је 1947. и такође укључује стадион са 12.000 места за амерички фудбал, на стадиону постоје и атлетске стазе који користе различите градске средњошколске екипе.
Град је раније имао већи број спортских тимова који су играли у затвореном и у нижим лигама: Снохомиш Каунти Експлоужн, који је играо од 2007. до 2010. у укинутој Међународној кошаркашкој лиги, а касније у Националној атлетској кошаркашкој лиги; Еверет Хокс у укинутој Лиги америчког фудбала у затвореном и АФ2, такође укинутој 2007; Еверет Рапторс који је играо у Националној лиги америчког фудбала у затвореном (2005–2007) и Лиги америчког фудбала у затвореном у којој је играо једну сезону 2012; и Вашингтон Стелт у Националној лакрос лиги, клуб се преселио у Британску Колумбију 2014.
Еверет је такође био домаћин једном броју фудбалских тимова који су играли у нижим лигама, укључујући Еверет БигФут играо у трећој дивизији укинуте Међународне фудбалске лиге САД (енгл. United States International Soccer League), у којој је почео да игра 1995. да би се затим 1997. ујединио са Пјуџит Саунд Хамерсима и под именом Пјуџит Саунд Бигфут прешао у западни Сијетл, где мења име у Сијетл Бигфут. Норт Саунд СиВулвс из Уједињене фудбалске лиге лиге 2 (енгл. United Soccer League League Two) почео је да игра у „Средњој Школи Маринер” 2011, да би се већ следеће сезоне преселио у Едмондс. Еверет Џетс Ф.К. је аматерски тим који игра у Евергрин Премијер лиги и који треба да у сезони 2020. заигра на Еверет меморијал стадиону.
| Клуб                      | Спорт                   | Лига                                                             | Постојање  | Стадион                  | Шампионати |
| ------------------------- | ----------------------- | ---------------------------------------------------------------- | ---------- | ------------------------ | ---------- |
| Еверет АкваСокс           | Бејзбол                 | Северозападна лига                                               | 1984–данас | Фанко Филд               | 1985, 2010 |
| Еверет Хокс               | Амерички фудбал у арени | Лига америчког фудбала у затвореном                              | 2010–2012  | Комкаст Арена            |            |
| Еверет Џетс Ф.К.          | Фудбал                  | Евергрин Премијер лига                                           | 2020–данас | Еверет меморијал стадион |            |
| Еверет Рапторс            | Амерички фудбал у арени | Национална лига америчког фудбала у затвореном,                  | 2005–2007  | Комкаст Арена            |            |
| Еверет Силвертипс         | Хокеј на леду           | Западна хокејашка лига                                           | 2003–данас | Енџл оф д Виндс Арена    |            |
| Снохомиш Каунти Експлоужн | Кошарка                 | Међународна кошаркашка лига, Национална атлетска кошаркашка лига | 2007–2010  | Енџл оф д Виндс Арена    |            |
| Вашингтон Стелт           | Бокс лакрос             | Национална лакрос лига                                           | 2010–2013  | Комкаст Арена            | 2010       |

## Паркови и рекреација
Еверет има више од 40 паркова, стаза, игралишта за голф и дечјих игралишта које одржава градско „Одељење за паркове и рекреацију”. Одељење управља земљиштем укупне површине од 280 ha, од којих је највећи део намењен заштити природе и зеленим површинама намењених становницима града и посетиоцима. Одељење такође организује рекреативне активности у градским парковима и целом граду, укључујући спортске лиге, планинарење, часове пливања, кувања и баштованства.
Први градски парк, данашњи „Кларк Парк”, основан је 1894. и функционисао је као градски трг на ком су редовно одржавани концерти и протести, све до 1979. кад је његов музички павиљон срушен. Највећи парк у Еверету, „Форест Парк”, купљен је крајем 1894. и остао је углавном неуређен до 1930-их. Систем паркова укључује неколико локација са спортским теренима и игралиштама, укључујући „Гарфилд Парк”, „Каш Парк”, „Парк Хенрија М. Џексона” и „Фил Џонсон Болфилдс”. Град такође управља са два јавна голф терена у „Меморијалном парку америчке легије” (отворен 1934) и парку Волтера Е. Хола (отворен 1972). Приватно игралиште за голф, „Еверет Голф & Канчри Клаб”, основано је 1910. на 27 ha јужно од центра града.
Систем општинских паркова има приступ у дужини од неколико километара јавним обалама, „парк Ховарт” има излаз на залив Порт Гарднер, „Ротари парк” и „парк Лангус Риверфронт” на реку Снохомиш, а „Торнтон А. Саливан Парк” на језеро Силвер Лејк. Приобални паркови имају јавне плаже и рампе за бродове за рекреативну пловидбу. Лука Еверет има велику јавну марину и сопствену рампу за бродове у 10. улици, коју такође користи трајект за Џети Ајленд. Владе државе и округа такође управљају парковима који су у њиховој надлежности у области Еверета, укључујући парк под заједничком управом „Спенсер Ајленд Риџнл Парк”. Градска управа је такође одговорна за одржавање дела „Међуградске железнице округа Снохомиш”, која повезује Еверет са Линвудом, Маунтлејк Терасом, Шорлајном и Сијетлом. Северни Еверет је окружен стазом „Мил Таун Чрејл”, дугом 9,7 km на којој се налази велики број информативних табли са детаљима из историје града и његове индустрије.

### Највећи паркови
„Форест Парк”, који се налази југозападно од центра Еверета, највећи је парк у градском систему, са површином од 80 ha.‍:52 Парк се налази дуж „Пиџн Крика”, са рекреативним садржајима на врху брда са кога се пружа поглед на планинарске стазе дуге више километара. Град га је купио 1894. године и назвао „Форест Парк” 1913. године. У њему је 1914. директор паркова Оден Хол основао јавни зоолошки врт, који је набављао животиње куповином и поклонима из других зоолошких вртова и циркуса. Радно место чувар зоолошког врта је 1958. укинуто, а зоолошки врт је срушен 1962, након што су пропала три покушаја издавања обвезница, којима би се финасирала обнова и унапређење објеката. Главне објекте „Форест Парка” изградила је током 1930-их „Управа за надгледање напретка јавних радова”, укључујући цветну дворану, игралишта, обронке тераса и склоништа за пикник. Привремени јавни базен отворен је у „Форест Парку” 1975, а пресељен је у стални објекат 1984. Велика обнова објеката у парку је изведена 1997. и 2020.
Највећи парк у северном Еверету је „Меморијални парк америчке легије”, отворен простор величине 57 ha који се налази на северозападном дели полуострва, на месту некадашњег села народа Снохомиш и топионице. Већину парка заузима голф терен који је саградила „Америчка легија” (организација ратних ветерана) и пренела у власништво градској власти заједно са остатком парка 1935. „Евергрин Арборетум” саграђен је 1963. на северозападном рубу голф терена, поред заклона за пикник и окружног историјског музеја. Видиковац на тлу парка са погледом на Олимпијске планине је 2014. године назван „Хибалб Лукаут” (осматрачница Хибалб), у спомен на историјско село Снохомиша на том локалитету.
Острво Џети је вештачко острво које се налази у заливу Порт Гарднер, дуго је 3,2 км, а плаже на њему су пешчане, такође је станиште дивљих животиња. Острво је формирано јаружањем реке Снохомиш почетком 20. века, а „Лука Еверет” га је купила 1929. Град је увео сезонску трајект линију између острва и паркинга уз обалу 1985; трајект превози путнике од јула до септембра, а годишње услужи 50.000 посетилаца. Острво Џети дом је за више од 115 идентификованих врста птица, на њему такође постоје станишта лососа и мекушаца.

## Образовање
Градским јавним образовним системом управљају „Јавне Школе Еверета” (званично „Школски Округ Еверет”), под чијом управом се налази 26 школа, у којима је запослено 2.000 чланова особља и уписано 20.000 ученика. Школским Округом управља петочлани изабрани школски одбор. Округ покрива територију од 130 km², укључујући већи део Еверета и градове Мил Крик, и неинкорпорирано подручје Силвер Фирс. Јужна и западна насеља Еверета покрива „Школски Округ Макилтиа”, који у овој области има своју „Средњу Школу Маринер”.
„Јавне школе Еверета” имају три средњошколска кампуса: „Еверет Хај Скул” близу центра града, „Хај Скул Каскејд” у близини Касино Корнера, и „Хенри М. Џексон Хај Скул” у Мил Крику. Школски округ је 2016. имао високе стопе дипломирања од 90% за четворогодишње и 94,5% за петогодишње средње образовање. Четврти средњошколски кампус, чија изградња је планирано да кошта 220 милиона долара, требало је да се финансира из емисије муниципалних обвезница, али су у фебруару 2018. гласачи одбили да прихвате план за њихово издавање, што је резултирало променом граница за постојеће школе. Школски округ такође има пет нижих средњих школа (енгл. middle school) и 18 основних школа у Еверету и Мил Крику. У граду такође постоје две алтернативне школе: „Секвоја Хај Скул”, којом управља „Еверет Паблик Скулс”; и средња школа „Еј−Си−И−Ес Хај Скул” (енгл. ACES High School), којом управља „Школски Округ Макилтио”.
У подручју Еверета такође постоји неколико система приватних школа, којима управљају верске организације и независни просветни радници, укључујући и оне које држе наставу ученицима из целог округа. Највећа приватна средња школа у округу је „Архибишп Марфи Хај Скул”, католичка школа која се налази у југоисточном Еверету, коју похађа 500 ученика. Остале веће приватне верске школе укључују: „Еверет Христјн Скул”, „Сидар Парк Христјн Скул” и „Нортшор Христјн Академи”.

### Високо образовање
„Колеџ Заједнице Еверет” је двогодишњи јавни колеџ заједнице, у коме је уписано 19.000 студената из околине округа Снохомиш. Главни кампус колеџа смештен је у северном Еверету, на јужној страни голф терена „Меморијалног парка америчке легије”. Основан је 1941. у бившој основној школи у центру града, затим је пресељен на локацију у северном Еверету 1958, где је од тада неколико пута проширен.
Грађански и пословни лидери из области Еверета, почели су 1990-их са лобирањем, чији циљ је био да законодавство државе донесе одлуку о оснивању четворогодишњег колеџа, предложено је да постојећи државни колеџ оснује огранак који би служио окрузима Снохомиш, Ајленд и Скагит. Уместо у Еверету изабрана је локација у Ботелу на којој је изграђен кампус северног огранка Универзитета у Вашингтону, али само 27 процената студената је из округа Снохомиш. Законодавно тело државе одобрило је 2007. средства за изградњу подружног кампуса Универзитета у Вашингтону у округу Снохомиш, а локација у близини „Станице Еверет” именована је за финалисту заједно са локацијама у Лејк Стевенсу и Мерисвилу. Пројекат изградње кампуса „Универзитета у Вашингтону Норт Саунд” (подружнице „Универзитета у Вашингтону”) је 2008. државно законодавство одбацило услед недостатка финансијских средстава за образовни систем.
„Универзитет државе Вашингтон у Еверету” отворен је 2017. као подружни кампус Универзитета државе Вашингтон и налази се у близини кампуса „Колеџа Заједнице Еверет” у северном Еверету. Овај кампус је замишљен као замена за предложени кампус подружнице „Универзитета у Вашингтону” и укључивао је преузимање, до ког је дошло 2014, „Универзитетског Центра Норт Пјуџит Саунд”, алтернативног дипломског програма „Колеџа Заједнице Еверет”. На кампусу „Колеџа Заједнице Еверет”, такође постоји подружница Универзитета Западног Вашингтона, која је основана 1986.
Еверет је такође дом неколико приватних и специјализованих колеџа, укључујући „Градски универзитет у Сијетлу” и „Колеџ Еверест” у близини тржног центра „Еверет Мол”. Град такође има подружнице Аеронаутичког Универзитета Ембри–Ридл у близини „Фабрике за склапање авиона Боинг Еверет” и Колеџ Коламбија код „поморске базе Еверет”. Две главне лутеранске цркве у Еверету управљале су паром кратковечних приватних колеџа почетком 20. века, „Бетанија Колеџ” и „Коламбија Колеџ”. Хенри Когзвел Колеџ, приватна установа, преселила се из Киркланда у Еверет 1996. и затворила 2006. Током 2010-их, Бриман Колеџ и Тринити Лутеран Колеџ су затворили своје кампусе у Еверету.

## Инфраструктура

### Саобраћај
Град се налази уз „међудржавни аутопут 5” (I-5), значајни аутопут који се протеже правцем север-југ и повезује Еверет са Сијетлом и Ванкувером у Британској Колумбији. Део аутопута I-5 између Еверета и Сијетла оцењен је као један од најзагушенијих у Сједињеним Државама током саобраћајног шпица, јер је за прелазак пута дужине од 39 km потребно просечно 94 минута вожње, такође део аутопута у јужном Еверету дневно користи 182.000 возила. Град има и неколико значајних аутопутева са међуградским везама, укључујући  аутопут 2” који га повезује са Веначијем преко планинског превоја Стивенс Пас; „државни аутопут 99” је веза од „Еверет Мола” до Сијетла; „државни аутопут 526” до Макилтиа; „државни аутопут 527” од „Еверет Мола” до Мил Крика; и „државни аутопут 529” од обале до Мерисвила.
Еверет има неколико јавних транзитних и међуградских линија које се укрштају на Станици Еверет, мултимодалној железничкој и аутобуској станици која је отворена 2002. Две Амтракове линије користе Станицу Еверет као своје стајалиште: линија Каскејд, која повезује Ванкувер са Сијетлом и Портландом; и Емпајр Билдер која повезује Сијетл са Чикагом. Еверет је такође северни терминус (крајња станица) „приградске железнице Саундер” којом управља „Саунд Транзит”. Линија „приградске железнице Саундер” повезује Еверет са Сијетлом са заустављањем у Макилтиу и Едмондсу током саобраћајног шпица. Станицу опслужују међуградски аутобуси „Грејхаунд Лајнса”, „БолтБаса” и „Нортвестерн Трејлвејза” који повезују Еверет са градовима на пацифичком северозападу САД. Путнички возови возе на пругама у власништву „Би−Ен−Ес−Ф железнице” (енгл. BNSF Railway), која обавља превоз терета и одржава главни возни парк у североисточном Еверету.
Градски систем „Еверет Транзит” успостављен је 1969, да би заменио приватног оператера који је 1893. отворио прве трамвајске линије у граду. Окружни систем „Комјунити Транзит” са седиштем у Еверету повезује град са околним градовима и управља мрежом аутобуских линија. „Свифт” је брзи аутобуски транзитни систем, којим управља Комјунити Транзит, има две линије које пролазе кроз град: Блу Лајн која иде од центра Еверета до Шорлајна „државним аутопутем 99”; и Грин Лајн која повезује постројење Боинга са Мил Криком и северним Ботелом. Саунд Транзит такође има своју експресну аутобуску линију до Белвјуа у време саобраћајног шпица, а до центра Сијетла сваког сата. Транзитна агенција Саунд Транзит такође планира да продужи линију Линк лајт рејла до центра Еверета 2036, што је део плана „Саунд Транзит 3” који су гласачи подржали 2016. Од 1910. до 1939. Еверет је био повезан „Међуградском железницом са Сијетлом”, која је касније замењена „Међуградском железницом округа Снохомиш”.
„Пејн Филдом”, аеродромом у Еверету, управља округ Снохомиш, а првенствено га користе авио-компаније и ваздухопловство уопште. Аеродром је отворен 1936. и коришћен је као војна база и комерцијални аеродром до 1966, када га је Боинг одабрао за локацију своје велике фабрике за склапање авиона. Комерцијални путнички превоз на Пејн Филду обновљен је 4. марта 2019, након изградње новог терминала којим управља приватна компанија. Најближи велики аеродроми су „Боинг Филд” у Сијетлу и „Међународна ваздушна лука Сијел-Такома” у јужном делу округа Кинг. Приватни путнички трајект из луке Еверет повезује град са Хат Ајлендом у лагуни Позешн Саунд.

### Комуналне услуге
Електричну енергију граду Еверету обезбеђује „Јавно Комунално Одељење Округа Снохомиш”, јавно предузеће које опслужује читав округ Снохомиш и које већи део енергије коју произведе добија из обновљивих извора, јер 90% произведене електричне енергије представља хидроенергија. „Пјуџит Саунд Енерџи”, који је у приватном власништву, пружа услугу испоруке природног гаса становницима и предузећима у граду. Градска влада је са компанијама „Рубатино Рефјуз Римувл” и „Вејст Менаџмент” уговорила посао одношења кабастог смећа и грађевинског шута и њихову рециклажу, као и одношења кућног смећа и његово депоновање. „Општински систем за третман отпадних вода и канализације Еверета”, који је повезан са системом за одвод кишнице, укључује 40 km цеви које у највећој мери отпадну воду транспортују у фабрику за прераду отпадних вода „Еверет Вотр Полушн Кончрол Фасилити” на острву Смит, одакле се затим транспортује до делте реке Снохомиш где се испушта.
Град Еверет управља својим водоводом који снабдева 80% округа Снохомиш на основу споразума са другим општинама и њиховим „Одељењима за управљање водама”. Главно извориште водовода је језеро Спада Лејк, вештачки резервоар на реци Султан, које је створено изградњом бране Калмбак лоциране 40 km источно од Еверета у Каскадним планинама. Вода се пречишћава у фабрици за пречишћавање воде на језеру Чаплан, које је секундарни извор воде градског водовода, који има капацитет од 510.000 kl дневно, али обично кроз систем прође 190,000 kl дневно. Басен реке Султан користи се као главни извор воде у граду од 1917, мрежа цеви која допрема воду до града дуга је 40 km; резервоар Спада Лејк који је данас у употреби настао је 1965. изградњом бране Калмбак, чији су сувласници Одељења за комуналне услуге Еверета и округа Снохомиш.
Град покрива неколико телекомуникационих компанија које пружају услуге телефоније, широкопојасног интернета и друге услуге. Зипли Фајбер (раније део Фронтир Комјуникејшнс) је највећи провајдер телекомуникационих услуга у граду, а свој „легаси систем” је наследио од „Џи−Ти−И Нортвест” (енгл. GTE Northwest) и „Верајзон комјуникејшнс”. Седиште компаније је у згради у Еверету, која се налази недалеко од Боингове фабрике, зграда је завршена 1981. и била је намењена за „Џи−Ти−И”. Остали значајни провајдери у области Еверета укључују „Комкаст Ексфинити”, СенчриЛинк и Вејв Броудбенд.

### Здравство
У Еверету се налази „Регионални медицински центар Провиденс”, систем који укључује две опште болнице којима управља „Провиденс Хелтх & Сервисес”. Болнички систем је настао 1994. спајањем две постојеће болнице у Еверету: „Еверет Џенерл Хоспитл”, која је отворена у јануару 1894. као прва градска болница; и „Провиденс Хоспитл”, која је основана 1905. у близини центра Еверета. Постојећа болница „Провиденс” преименована је у „Провиденс Пасифик Кампус”, док је бивша „Џенерл Хоспитл” постала „Колби Кампус”, која је 2011. проширена медицинским торњем висине 12 спратова. Кампуси Провиденса имају укупно 3.300 запослених и 571 кревет, и оцењени су као „Траума Центар нивоа II”.
Град такође има неколико клиника и специјализованих установа којима управљају „Провиденс” и други пружаоци услуга. „Кајзер Перманент” има петоспратну медицинску кулу у центру Еверета са клиником, установама које пружају специјализоване услуге и ургентним центром. Ова зграда је када је првобитно отворена 1994. била у власништву „Груп Хелтх Кооператив”, која ју је саградила са циљем да обједини своје три клинике у Еверету. У плану је њено проширење у 2020. Седиште „Клинике Еверет” је у граду, али она управља медицинским установама широм округа Снохомиш, у коме има 320.000 пацијената. Систем је основан 1924, а 2016. га је купила компанија „ДаВита Инк”.; након тога је годину дана касније продата „Оптуму” који припада „ЈунајтедХеалтх Групи”. Непрофитни „Центар здравствене заједнице округа Снохомиш” има четири медицинске клинике у Еверету, у којима пружа услуге првенствено пацијентима са ниским примањима и неосигурним пацијентима.

## Познате личности
За становнике града користи се назив Еверећани. Међу њима су амерички сенатор Хенри М. Џексон, гувернери Вашингтона Роланд Х. Хартли и Монрад Валгрен, као и неколико чланова америчког Конгреса и државне законодавне власти Вашингтона. Град такође има неколико тренера америчког фудбала, који су под туторством тренера „Средње Школе Еверет” Џима Ениса, то су Џим Ламбрајт, Мајк Прајс и Денис Ериксон.

## Збратимљени градови
Градови збратимљени с Еверетом су:
- Ивакуни из префектуре Јамагучи у Јапану (од 1962)[413]
- Слајго из истоименог округа у Ирској
- Совјетскаја Гавањ из Хабаровске Покрајине у Русији (од 1991)[414]

### За даље читање
- Clark, Norman H. (1970). Mill Town: A Social History of Everett, Washington, From Its Earliest Beginnings on the Shores of Puget Sound to the Tragic and Infamous Event Known as the Everett Massacre. Seattle: University of Washington Press. ISBN 978-0-295-95241-3. OCLC 28005191.

### Архива
- „Everett Education Association Records.”. Архивирано из оригинала 03. 03. 2016. г. Приступљено 30. 05. 2020. 1937–2002. 28.06 cubic feet. At the Labor Archives of Washington, University of Washington Libraries Special Collections.